# Billy Celeski
Billy Celeski (* 14. červenec 1985 Ochrid) je australský fotbalový záložník narozený v Makedonii.

## Klubová kariéra
Hrával za Moreland Zebras FC, Perth Glory FC, Melbourne Victory FC, Al-Shaab CSC, Liaoning Whowin FC, Newcastle Jets FC, Ventforet Kofu.

## Reprezentační kariéra
Billy Celeski odehrál za australský národní tým v roce 2009 jedno reprezentační utkání.

## Statistiky
| Austrálie | Austrálie | Austrálie |
| Roky      | Záp.      | Góly      |
| --------- | --------- | --------- |
| 2009      | 1         | 0         |
| Celkem    | 1         | 0         |